# Pedregal Moctezuma 2.ª Sección (Leyva)
Pedregal Moctezuma 2.ª Sección (Leyva) es una localidad del municipio de Huimanguillo ubicado en la subregión de la Chontalpa del estado mexicano de Tabasco.

## Geografía
La localidad de Pedregal Moctezuma 2.ª Sección (Leyva) se sitúa en las coordenadas geográficas 17°38′07″N 93°37′36″O / 17.635278, -93.626667, a una elevación de 60 metros sobre el nivel del mar.

## Demografía
Según el Conteo de Población y Vivienda 2020, efectuado por el Instituto Nacional de Estadística y Geografía, la localidad de Pedregal Moctezuma 2.ª Sección (Leyva) tiene 637 habitantes, de los cuales 331 son del sexo masculino y 306 del sexo femenino. Su tasa de fecundidad es de 3.29 hijos por mujer y tiene 172 viviendas particulares habitadas.
| Gráfica de evolución demográfica de Pedregal Moctezuma 2.ª Sección (Leyva) entre 1970 y 2020 |
|                                                                                              |
| INEGI.                                                                                       |